# エール (雑誌)
『エール』は、百歳万歳が発行するシニア向け雑誌。季刊誌として、1、4、7、10月の1日に発売。

## 概要
2013年10月1日に『エール10月号』が一般社団法人百歳万歳より創刊。コンセプトは「人生100年時代の今日、アクティブに活動するシニアが増えていることから、そのようなシニアの情報を発信し、充実した毎日を送ってもらうための「エール」を送ること」としている。
記事内容は趣味として一風変わった作品づくり・活動をしているシニアへの取材、100歳以上の人たちの健康法、お客さんをもてなすための食事レシピ、若くして活動している企業家、相続・健康・幸せの在り方などを取り上げている。

## 主な関係者
- 植松紀子（編集長）[1]‐1981年高齢者向け月刊誌「百歳万歳」の編集長に就任[1]。ブラジルや国内各地での講演、シルバーファッションショーなど、数多くのシニア向けイベントのプロデュース[1]。ラジオ番組「植松紀子の百歳万歳」パーソナリティーを務める[1]。日本文芸振興会・編集者賞受賞[1]。

## 掲載作品
- 困難な時代を生きる力（童門冬二）
- 漢詩ゆったり鑑賞塾‐旧雨楼詩話（島森哲男）